# Wii Scacchi
Wii Scacchi, conosciuto in Giappone come Tsūshin Taikyoku: World Chess (通信対局 ワールドチェス?) è un videogioco di scacchi per Nintendo Wii uscito il 18 gennaio 2008 in Europa che fa parte della Serie Wii. È il primo gioco della serie ad utilizzare la funzione Nintendo Wi-Fi Connection.

## Modalità di gioco
Anziché muovere l'apposito cursore, il giocatore può utilizzare le freccette del D-Pad. È possibile sfidare altri giocatori online grazie alla Nintendo Wi-Fi Connection o giocare in multiplayer locale, anche partite tra un giocatore di Wii Scacchi e uno di World Chess. Le partite possono essere registrate e rigiocate in seguito. Il giocatore può inoltre modificare a proprio piacimento scacchiere e pezzi.

## Accoglienza
| Pubblicazione              | Punteggio |
| -------------------------- | --------- |
| Eurogamer                  | 7/10      |
| Official Nintendo Magazine | 78 %      |